# G8-Gipfel in Okinawa 2000
Der G8-Gipfel in Okinawa 2000 (auch: Kyushu-Okinawa Summit) war das 26. Gipfeltreffen der Regierungschefs der Gruppe der Acht. Das Treffen fand unter dem Vorsitz des japanischen Premierministers Yoshiro Mori vom 21. bis 23. Juli 2000 in der Stadt Nago, in der japanischen Präfektur Okinawa, statt.

## Teilnehmer
| Deutschland                    | Gerhard Schröder |
| Frankreich                     | Jacques Chirac   |
| Italien                        | Giuliano Amato   |
| Japan                          | Yoshirō Mori     |
| Kanada                         | Jean Chrétien    |
| Vereinigte Staaten von Amerika | Bill Clinton     |
| Vereinigtes Königreich         | Tony Blair       |
| Russische Föderation           | Wladimir Putin   |
| Europäische Union              | Romano Prodi     |

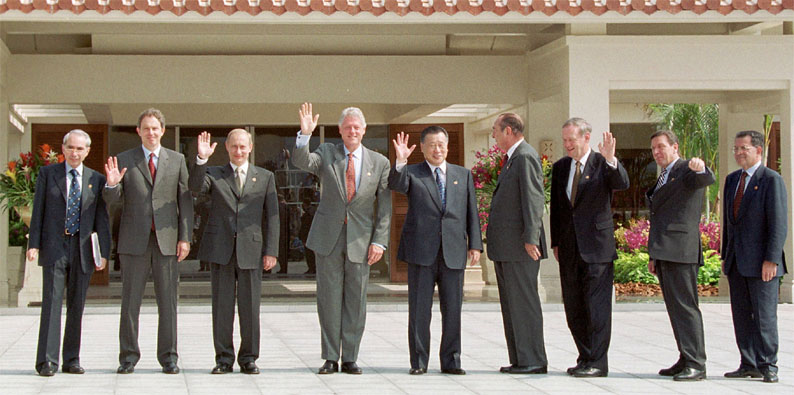
Teilnehmer des G8-Gipfels im Juli 2000

Erstmals wurden Regierungschefs weiterer Staaten als Gäste eingeladen, nämlich von Südafrika, Nigeria, Algerien und dem Senegal. Zudem waren Vertreter der Weltgesundheitsorganisation anwesend.